# (3176) Paolicchi
(3176) Paolicchi est un astéroïde de la ceinture principale.

## Description
(3176) Paolicchi est un astéroïde de la ceinture principale. Il fut découvert le 13 novembre 1980 à Piszkesteto par Zoran Knežević. Il présente une orbite caractérisée par un demi-grand axe de 2,88 UA, une excentricité de 0,03 et une inclinaison de 18,1° par rapport à l'écliptique.

## Compléments